# John G. Fary

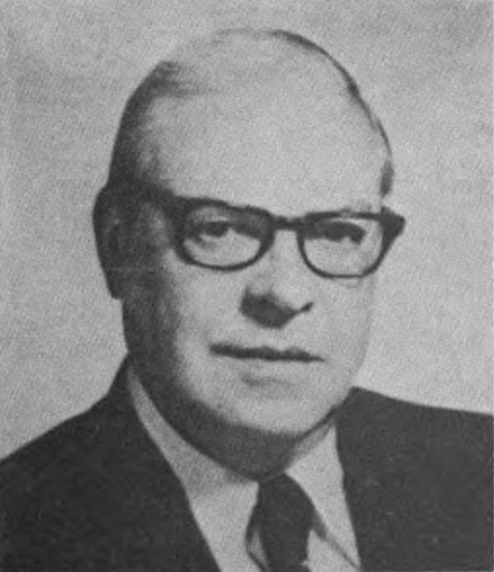
John G. Fary

John George Fary (* 11. April 1911 in Chicago, Illinois; † 7. Juni 1984 ebenda) war ein US-amerikanischer Politiker. Zwischen 1975 und 1983 vertrat er den Bundesstaat Illinois im US-Repräsentantenhaus.

## Leben
John Fary besuchte die öffentlichen Schulen seiner Heimat und absolvierte danach die Holy Trinity High School sowie die Loyola University. Außerdem besuchte er die Real Estate School of Illinois und das Midwest Institute. Später schlug er als Mitglied der Demokratischen Partei eine politische Laufbahn ein. Zwischen 1955 und 1975 war er Abgeordneter im Repräsentantenhaus von Illinois.
Nach dem Tod des Abgeordneten John C. Kluczynski wurde Fary bei der fälligen Nachwahl für den fünften Sitz von Illinois als dessen Nachfolger in das US-Repräsentantenhaus in Washington, D.C. gewählt, wo er am 8. Juli 1975 sein neues Mandat antrat. Nach drei Wiederwahlen konnte er bis zum 3. Januar 1983 im Kongress verbleiben. Im Jahr 1982 wurde er von seiner Partei nicht mehr zur Wiederwahl nominiert. John Fary starb am 7. Juni 1984 in seiner Heimatstadt Chicago.